# Rostrala migrationsbanan

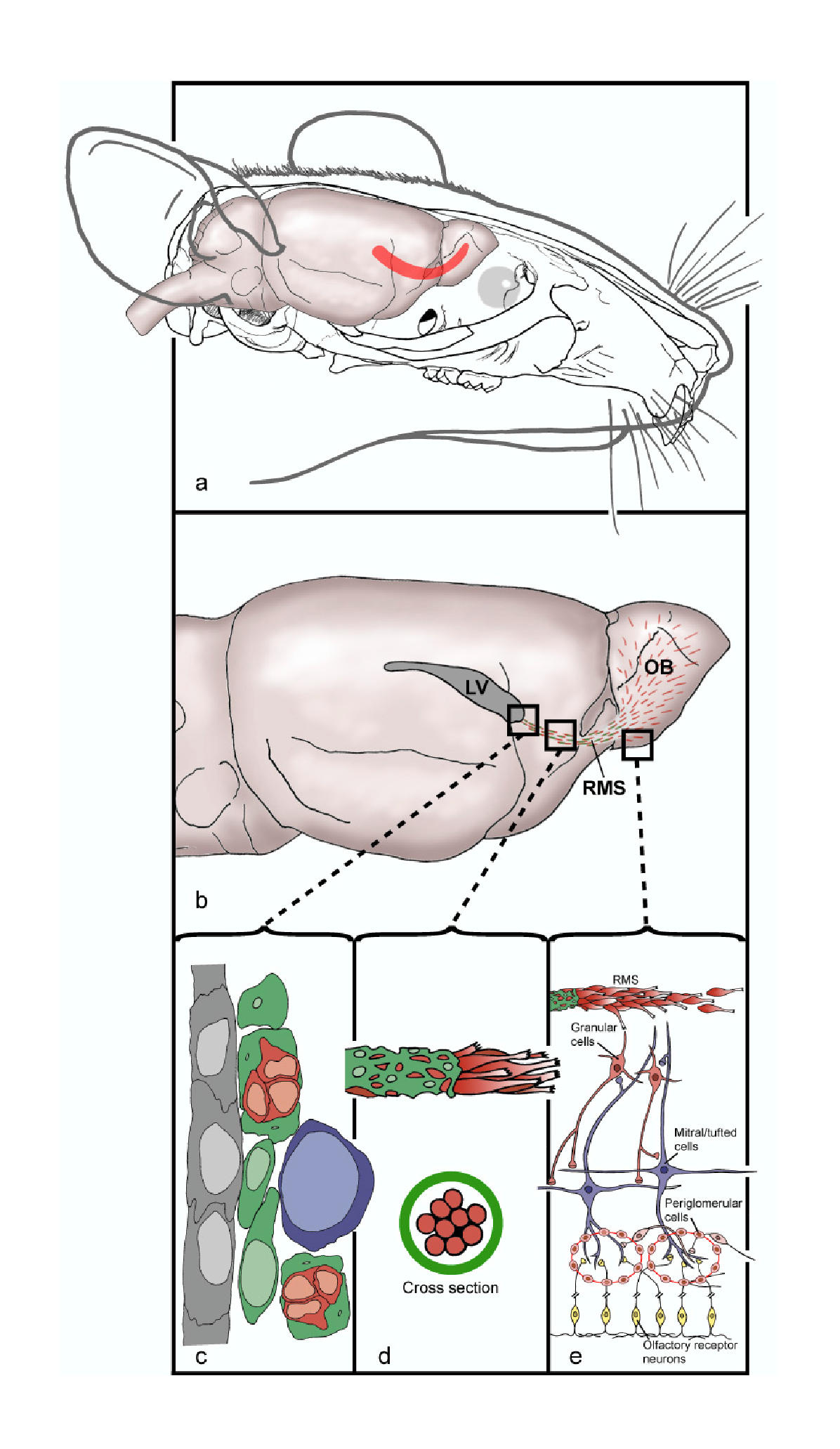
(a) Bild på huvudet av en mus, med rostrala migrationsbanan (RMS) i rött. (b) Migration av nybildade neuroner börjar i laterala ventriklarna (LV), fortsätter längs rostrala migrationsbanan och stannar vid luktbulben (OB) där mogna interneuroner regenereras. (c) Schematisk bild baserad på elektronmikroskopi, som visar cellarkitekturen hos den subventrikulära zonen (SVZ) längs ventrikeln. (d) Schematisk bild av migrationen av nybildade neuroner längs RMS (e) Migration av nybildade neuroner in i luktbulben.

Rostrala migrationsbanan (RMS) är en bana i hjärnan hos en del djur, längs vilken omogna neuroner (stamceller) som uppstod i den subventrikulära zonen (SVZ) av hjärnan migrerar för att nå luktbulben (olfaktoriska bulben), där de sprids i interneuroner. Neurogenes har bevisats inträffa i den subventrikulära zonen även hos vuxna (innan trodde man att hjärnceller inte kunde nybildas i den vuxna hjärnan).

### Bilder, illustrationer
- Kedjemigration i subventrikulära zonen - rostrala migrationsbanan - bild från en artikel.